# Шарлоттский монетный двор
Шарлоттский монетный двор — филиал Монетного двора США в Шарлотте, штат Северная Каролина. Специализировался на выпуске золотых монет. Создан 3 марта 1835 года.

## История
Первый золотой прииск в США был создан в Северной Каролине на шахте Рид-Годд-Майн. В 1835 году Конгресс США принял закон «О создании филиалов Монетного двора», в котором указывалось, что «…филиал [должен быть создан] в городе Шарлотт, округ Мекленбург, штат Северная Каролина, для чеканки исключительно золотых монет…». Этим же законом открывались филиалы в Далонеге (Джорджия) и Новом Орлеане (Луизиана). Закон вступил в силу после подписания президентом Эндрю Джексоном.

## Производство

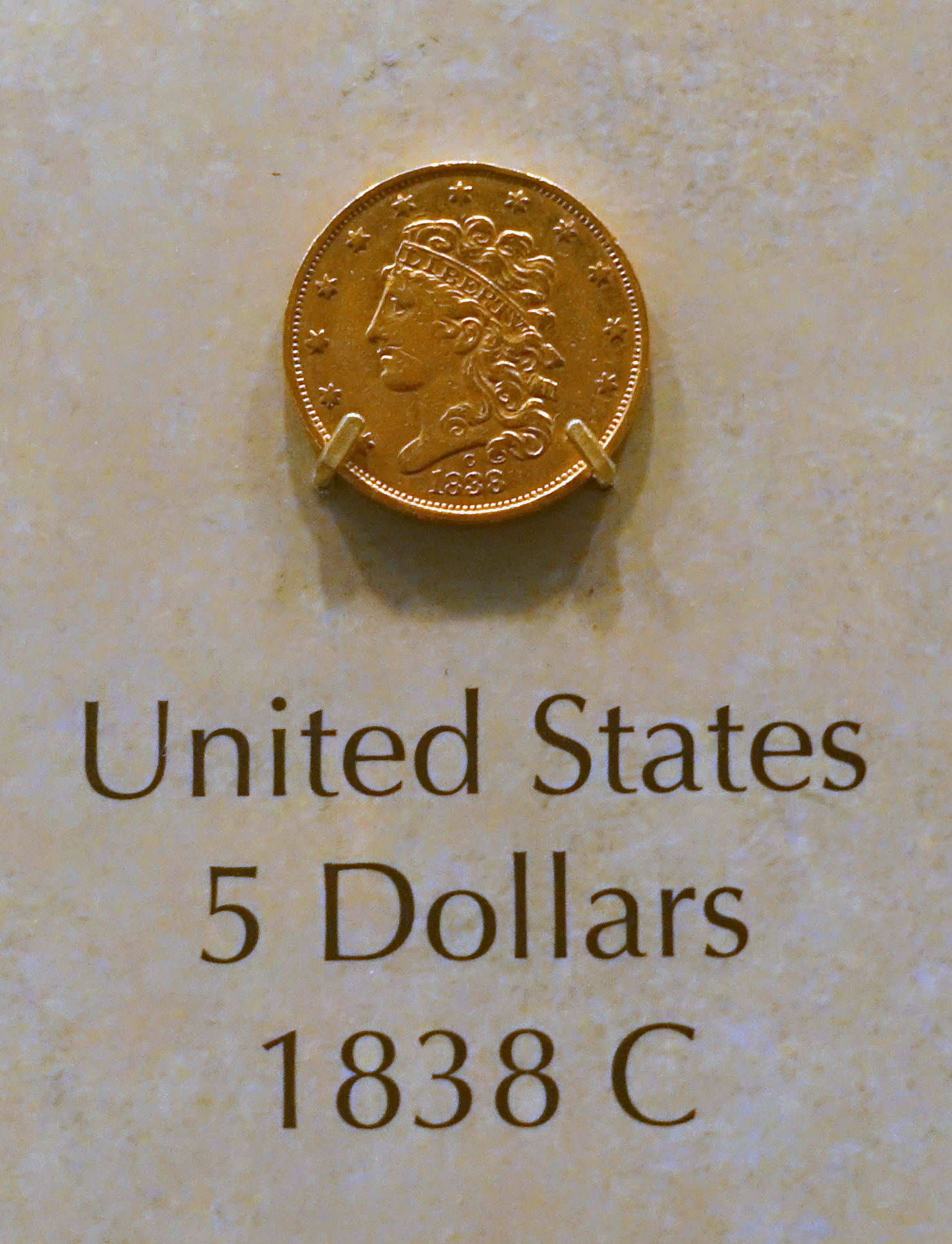
Пятидолларовая золотая монета, отчеканенная в Шарлоттском филиале (Национальный музей американской истории)

В ноябре 1835 года Леви Вудбери, секретарь казначейства, получил от Самуила Мекомба уведомление, что им у Уильяма Карсона и Ф. Л. Смита за $1500 приобретён участок в 4 акра, соответствующий нынешнему кварталу 400 на Западной Трейд-стрит. Был проведён тендер на строительство здания, и 15 октября 1835 года контракт на сумму $29 800 получила компания Perry & Ligon из Роли. В 1836 году началось строительство. Монетный двор был открыт 27 июля 1837 года. Первое время здесь обрабатывалось только золото в сыром виде. 28 марта 1838 года была отчеканена первая золотая монета в пять долларов. В том же году появились монеты номиналом 2½ доллара, в 1849 началось производство более мелкого золотого доллара. Все золотые монеты, производившиеся в Шарлотте, имели знак монетного двора «C». Шарлоттский монетный двор выпустил более 5 миллионов долларов в золотых монетах.

## Война
В мае 1861 года Северная Каролина вышла из состава США. Конфедераты взяли монетный двор под свой контроль. Правительство Конфедерации продолжало чеканить монеты до октября, когда стала ясна бессмысленность производства. После этого монетный двор был преобразован в госпиталь и кабинеты для военной администрации. В этом качестве здание служило до окончания Гражданской войны.

## После войны
Федеральные войска продолжили использование здания в административных целях в течение первых нескольких лет реконструкции Юга. В 1867 году правительство США организовало в здании пробирную палату. В 1873 году Генеральная ассамблея Северной Каролины подала прошение в Конгресс о возобновлении работы монетного двора в Шарлотте. В этой просьбе было отказано.
Пробирная палата работала до 1913 года, когда поставки золота резко сократились. С 1917 по 1919 год в здании проводил встречи Шарлоттский женский клуб. Также во время Первой мировой войны здесь размещался Красный Крест.

## Музей
В 1931 году здание готовили к сносу, чтобы освободить место для расширения почтового отделения, расположенного по соседству. Однако группа частных граждан в 1933 году приобрела здание у Министерства финансов США.
Здание было перевезено на несколько километров к югу от центра города в Истовер на участок, подаренный С. Э. Гриффитом. В 1936 году в нём разместился художественный музей, первый в Северной Каролине. В его собрании представлены тысячи экспонатов, включая полный комплект всех золотых монет, отчеканенных на Шарлоттском монетном дворе.
Монеты, выпущенные в Шарлотте, относятся к категориям от редких до чрезвычайно редких. Они являются одними из самых востребованных образцов в современной нумизматике, что делает коллекцию музея весьма ценной.